# Alison González
Alison González, née le 31 janvier 2002 à Tepic, est une joueuse internationale mexicaine de football évoluant au poste d'attaquante au Club América.

## Biographie

### En club
Originaire de Tepic, dans l'État de Nayarit, González commence à jouer au football à l'âge de 4 ans, influencée par ses grands-parents, à qui elle dédie tous ses buts. Elle joue avec des garçons dans l'équipe de l'école Coritas et au Deportivo Coras de Nayarit.
Elle fait ses débuts en Liga MX avec les Tigres UANL au cours de l'année 2018. Elle fait ses débuts avec les Tigres UANL lors de la première journée du tournoi de clôture 2018, le 5 janvier 2018, lors du match contre le Club Necaxa, contre lequel elle inscrit le deuxième but sur le score final de 2-0. Elle aide le club à remporter le tournoi de clôture 2017-2018, et à terminer vice-champion du tournoi d'ouverture 2018-19, en marquant onze buts en 22 matches.
Gónzalez rejoint l'Atlas FC, club rival des Tigres UANL en Liga MX pour le tournoi de clôture 2018-2019. Dans ce club, elle forme un duo efficace avec l'internationale mexicaine Adriana Iturbide. Le duo inscrit 35 buts en championnat en 2019, dont un triplé de González contre l'Atlético San Luis pour les débuts du duo en Liga MX.
Le 5 mai 2018, les Tigres UANL terminent champions du Clausura 2018.

### En équipe nationale
Le 12 juin 2018, les moins de 17 ans du Mexique termine deuxième du Championnat féminin des moins de 17 ans de la CONCACAF 2018. En novembre 2018, elle est appelée pour participer à la Coupe du monde féminine des moins de 17 ans de 2018 en Uruguay. Elle y fait ses débuts le 13 novembre 2018 contre l'Afrique du Sud, où elle est nommée joueuse du match. Le Mexique finit deuxième de cette compétition. Le 8 mars 2020, l'équipe des moins de 20 ans du Mexique termine vice-championne du Championnat féminin des moins de 20 ans de la CONCACAF 2020.
González reçoit sa première convocation en équipe du Mexique le 25 janvier 2021, sous la direction de l'entraîneuse Mónica Vergara. Elle fait ses débuts en équipe nationale le 20 février 2021, lors d'un match amical contre le Costa Rica que le Mexique remporte 3-1.